# Johann Ernst von Voß

Wappen des Ortes Groß Gievitz (Derivat des Familienwappens)

Johann Ernst von Voß (* 25. Januar 1726; † 26. Mai 1793 in Groß Gievitz) war preußischer Diplomat, Magdeburger Regierungspräsident und zuletzt Oberhofmeister der Königin Elisabeth Christine. Er war mit Sophie Marie von Pannwitz (1729–1814) verheiratet, die ebenfalls lange am preußischen Hof tätig war und ihm nach seinem Tod im Amt des Oberhofmeisters folgte.

## Leben
Johann Ernst entstammte der mecklenburgischen Adelsfamilie von Voß. Sein Bruder war Friedrich Christian Hieronymus von Voß. Johann trat 1739 nach dem frühen Tod seines Vaters Friedrich Ernst von Voß (* 5. November 1700; † 1. Januar 1739) bereits mit 13 Jahren das väterliche Erbe bestehend aus den mecklenburg-schwerinschen Gütern Groß Gievitz, Klein Gievitz, Alt Schönau, Neu Schönau und Rumpshagen an. Mit seinem Bruder Friedrich Christian Hironymus studierte er Rechtswissenschaften in Halle 1741 und in Leipzig 1743 und kam 1744 auf einen Ruf des preußischen Königs Friedrich II. im Alter von 18 Jahren als Geheimer Rat an den Ober-Appellations-Gerichtshof nach Berlin. 1747 wechselte er in das Ministerium der auswärtigen Angelegenheiten, wo er 1748 Gesandter am Dresdner Hof König Augusts III. von Polen wurde. Bei den Reichstagen 1748 und 1750 in Warschau vertrat er die Interessen Preußens. In Warschau hielt er einen repräsentativen Hof, dessen Ausgaben seine Finanzen sehr belasteten und auch nicht durch die ihm vom preußischen König für diese Mission gezahlten tausend Dukaten gedeckt werden konnten, so dass er nach seiner Rückkehr nach Berlin sein Gut Rumpshagen an die Familie von Gundlach veräußern musste. Im Anschluss an die Warschauer Mission sollte er preußischer Gesandter am österreichischen Hof werden, jedoch bat man von österreichischer Seite wegen Voß’ antiösterreichischer Haltung auf den Warschauer Reichstagen um einen anderen Gesandten, so dass Voß vorerst am preußischen Hof in Potsdam blieb.
1751 heiratete er die Hofdame am preußischen Hof Sophie Marie von Pannwitz. Im selben Jahr wurde er zunächst wieder mit diplomatischen Aufgaben gegenüber Sachsen und Polen beauftragt, bevor er von 1753 an Regierungspräsident im Herzogtum Magdeburg war (zunächst zweiter und ab 1755 erster Regierungspräsident). Dort fühlte er sich jedoch nicht recht berufen und ersuchte mehrfach beim preußischen König um die Übernahme eines ihm vom Landgrafen von Hessen-Kassel angebotenen Ministerposten in Kassel. Der König jedoch lehnte ab. Magdeburg war zu jener Zeit mehrfach Ausweichquartier für den preußischen Hof, der sich durch Auswirkungen der Schlesischen Kriege in Berlin bedroht fühlte. Voß und seine Gemahlin mussten in solchen Fällen teils monatelang ihr repräsentatives Magdeburger Haus der Prinzessin von Preußen überlassen.
Der preußische König ernannte Johann Ernst von Voß schließlich 1763 zum Hofmarschall der Königin Elisabeth Christine. Diese Position umfasste die Erlaubnis, sich mehrere Monate des Jahres auf seinen mecklenburgischen Landgütern aufhalten zu dürfen. Er verbrachte den Spätsommer und Herbst daher zumeist in Mecklenburg, während des Winters bewohnte er ein Haus in der Heilig-Geist-Straße in Berlin und im Frühling und Frühsommer hielt er sich zumeist in Begleitung der Königin in Schloss Schönhausen auf. Die Lebenshaltung im Gefolge des preußischen Hofes war äußerst kostspielig, so dass ein Graf Lehndorff 1770 bereits von einem Bankrott Voß’ berichtete. Nach dem Tod des Oberhofmeisters von Wartensleben 1783 wurde Voß zum Oberhofmeister der Königin mit dem Rang eines Staatsministers ernannt. Er zählte mit seiner Gattin damit noch längere Zeit im Jahr zum Gefolge der Königin und lebte nur noch wochenweise auf den mecklenburgischen Landgütern.
Nach einer schweren Erkrankung 1792 verstarb er auf seinem Landgut in Groß Gievitz.
Nach seinem Tode wurde seine Gattin zur preußischen Oberhofmeisterin ernannt; sie war im Laufe ihres Lebens insgesamt 69 Jahre am preußischen Hof tätig.